# Beige Book
O Beige Book ("Livro Bege") da Reserva Federal dos Estados Unidos é um relatório sobre a situação económica dos Estados Unidos; é publicado oito vezes por ano.  
O relátorio é elaborado considerando informações recolhidas junto de economistas, analistas financeiros, acadêmicos e homens de negócios. 
Beige Book - Oito vezes por ano, antes das reuniões do FOMC, cada Banco Central Federal reúne informações concretas sobre as atuais condições econômicas em seu distrito, através de relatórios do Banco e os diretores das Filiais e entrevistas com os principais negócios, economistas, especialistas de mercado e de outras fontes. O Livro Bege resume as informações por distrito e setor.
O Beige Book é importante para os economistas e analistas uma vez que reúne informações sobre a atividade económica regional. É um sumário da atividade econômica preparada para servir de base para a decisão de política monetária do Comitê Federal de Mercado Aberto do banco central americano.